# Pericallia distinguenda
Pericallia distinguenda är en fjärilsart som beskrevs av Walker 1864. Pericallia distinguenda ingår i släktet Pericallia och familjen björnspinnare. Inga underarter finns listade i Catalogue of Life.